# 경제인구학
경제인구학(Economic Demography)은 인구구조와 경제활동의 상호작용에 관한 학문분야이다. 1960년대 게리 베커의 연구를 기점으로 하여 범위가 국가에서 개인의 행위로 확대되었다.

## 같이 보기
- 가정경제학
- 정년
- 소득과 출산력
- 인구배당효과
- 인구변천
- 개발경제학